# Kaya (Cameroun)
Pour les articles homonymes, voir Kaya.
Kaya est un village de la région du Centre du Cameroun, situé dans la commune de Makak. 

## Population et développement
En 1962, la population de Kaya était de 514 habitants. La population de Kaya est de 1122 habitants lors du recensement de 2005. La population est constituée pour l’essentiel de Bassa.  

## Personnalités liées à Kaya
Le musicien Zekuhl, alias Atna Jean Emmanuel (Manu) Njock, né au Québec où son père effectuait un stage, passe son enfance à Kaya.